# T. J. Bray
Thomas Joseph „T. J.“ Bray  (* 14. Juni 1992) ist ein ehemaliger US-amerikanischer Basketballspieler.

## Laufbahn
Bray gehörte zu Jugendzeiten zur Basketballmannschaft der Catholic Memorial High School im US-Bundesstaat Wisconsin und fiel durch seine vielseitige Spielweise auf. Der aus der Stadt New Berlin stammende Bray wurde in seinem Abschlussjahr mit der Auszeichnung als „Mr. Basketball“ des Bundesstaates Wisconsin bedacht. Von 2010 bis 2014 studierte er an der Princeton University Wirtschaftswissenschaften und war drei Jahre lang Leistungsträger der Basketballmannschaft der in New Jersey gelegenen Hochschule. In seinem ersten Jahr blieb Bray Ergänzungs-, ab 2011 war er Stammspieler. Insgesamt bestritt er für Princeton 118 Spiele und erzielte Mittelwerte von 8,7 Punkten, 3,6 Rebounds sowie 3,2 Korbvorlagen je Begegnung. Er traf 135 seiner 348 abgefeuerten Dreipunktwürfe, was einer Erfolgsquote von 38,8 Prozent entsprach. Aus seiner Princeton-Zeit stach die Saison 2013/14 hervor, als Bray zum Abschluss seiner vier Jahre in der NCAA 18 Punkte pro Partie verbuchte sowie zusätzlich je Begegnung 5,1 Korberfolge seiner Nebenmänner vorbereitete und 4,8 Rebounds einsammelte.
Einen Vertrag in der nordamerikanischen Profiliga NBA erhielt Bray nicht, zumindest hatte er nach seinem Wechsel in den Berufsbasketball im Sommer 2015 aber für die Toronto Raptors an der NBA-Sommerliga teilgenommen. Er nahm ein Angebot des italienischen Zweitligisten Pallacanestro Trapani an und spielte für die Mannschaft in der Saison 2014/15. Im Sommer 2015 wechselte er innerhalb der Liga zu Novipiu Casale Monferrato. Dort überzeugte er mit 14,7 Punkten je Begegnung und unterschrieb im August 2016 einen Zweijahresvertrag beim deutschen Bundesligisten MHP Riesen Ludwigsburg. Die Vereinbarung wurde aufgelöst, nachdem sich der US-Amerikaner eine Knieverletzung zugezogen hatte, die eine Operation nötig machte. Er fiel monatelang aus und wurde im Januar 2017 vom belgischen Erstligisten Brussels Basketball unter Vertrag gestellt. Für die Mannschaft aus Brüssel stand Bray bis zum Ende des Spieljahres 2016/17 in 33 Ligabegegnungen auf dem Feld und erreichte einen Punkteschnitt von 8,2. Kolossos Rhodos aus der ersten griechischen Liga war in der Saison 2017/18 sein Arbeitgeber, der US-Amerikaner kam auf 12,1 Punkte pro Partie.
Im Juli 2018 vermeldete Bundesliga-Aufsteiger SC Rasta Vechta Brays Verpflichtung. Mit den Niedersachsen sorgte der US-Amerikaner in der Bundesliga für Aufsehen, trug erheblich dazu bei, dass Vechta die Hauptrunde der Saison 2018/19 als Tabellenvierter abschloss und wurde bei der Wahl zum Bundesliga-Spieler des Jahres Zweiter. Mit 15,6 Punkten je Begegnung war Bray in der Saison 2018/19 Vechtas zweitbester Korbschütze, seine 8,1 Korbvorlagen pro Partie bedeuteten den mannschaftsinternen Höchstwert. Mit diesen Leistungen machte er den FC Bayern München aufmerksam, der ihn während der Sommerpause 2019 unter Vertrag nahm. Er fiel lange wegen einer Fußoperation aus. In 13 Bundesliga-Einsätzen für den FCB erzielte er im Schnitt 6,4 Punkte.
Anfang Dezember 2020 nahm ihn der spanische Erstligist Casademont Zaragoza unter Vertrag. Am 8. Februar 2021 gab der griechische Rekordmeister Panathinaikos Athen die Verpflichtung Brays bekannt. Er wurde in zwölf Ligaspielen eingesetzt und erzielte 10,8 Punkte je Begegnung. Im September 2021 trat Bray als Leistungssportler zurück.